# Distrito de Mafeteng
Mafeteng es un distrito de Lesoto. Tiene una superficie de 2.119 km² y población de aproximadamente 193.682 hab. (2006). Mafeteng es la capital del distrito.
- Datos: Q817342
- Multimedia: Mafeteng District / Q817342